# Georges Johin
Georges Édouard Johin (ur. 31 lipca 1877 w Paryżu, zm. 6 grudnia 1955 w Tessancourt-sur-Aubette) – francuski krokiecista, który na Igrzyskach Olimpijskich 1900 w Paryżu zdobył złoty i srebrny medal w tej dyscyplinie.